# Primula macrophylla
Primula macrophylla là một loài thực vật có hoa trong họ Anh thảo. Loài này được D. Don miêu tả khoa học đầu tiên năm 1825.